# Hadi Sepehrzad
Hadi Sepehrzad (perzisch: هادی سپهرزاد; Teheran, 19 januari 1983) is een Iraans meerkamper, die is gespecialiseerd in de tienkamp.
Sepehrzad nam in 2008 deel aan de Olympische Spelen in Peking. Hij beëindigde er zijn tienkamp als 22e met een totaal van 7.483 punten.

## Persoonlijke records
| Onderdeel            | Prestatie | Datum            | Plaats              |
| -------------------- | --------- | ---------------- | ------------------- |
| 100 m                | 10,84 s   | 27 juli 2007     | Amman               |
| 400 m                | 50,75 s   | 21 augustus 2008 | Peking              |
| 1500 m               | 5.02,58   | 28 juli 2007     | Amman               |
| 110 m horden         | 14,64 s   | 22 augustus 2008 | Peking              |
| hoogspringen         | 1,90 m    | 21 augustus 2008 | Peking              |
| polsstokhoogspringen | 4,30 m    | 28 juli 2007     | Amman               |
| verspringen          | 6,80 m    | 21 augustus 2008 | Peking              |
| kogelstoten          | 16,02 m   | 21 augustus 2008 | Peking              |
| discuswerpen         | 50,65 m   | 11 mei 2008      | Desenzano del Garda |
| speerwerpen          | 54,84 m   | 28 juli 2007     | Amman               |
| tienkamp             | 7711 p    | 21 juli 2007     | Teheran             |
| zevenkamp            | 5515 p    | 16 februari 2008 | Doha                |

## Beste prestaties
| Jaar | Wedstrijd                   | Plaats  | Resultaat | Onderdeel | Prestatie |
| ---- | --------------------------- | ------- | --------- | --------- | --------- |
| 2005 | Aziatische Indoorspelen     | Bangkok | 2e        | zevenkamp | 5324 p    |
| 2005 | West-Aziatische Spelen      | Doha    | 2e        | tienkamp  | ?         |
| 2005 | Aziatische Kampioenschappen | Incheon | 7e        | tienkamp  | 6889 p    |
| 2007 | Aziatische Kampioenschappen | Amman   | 2e        | tienkamp  | 7667 p    |
| 2008 | Olympische Spelen           | Peking  | 22e       | tienkamp  | 7483 p    |